# Пентаплутонийтетрародий
Пентаплутонийтетрародий — бинарное неорганическое соединение
родия и плутония
с формулой Rh4Pu5,
кристаллы.

## Получение
- Длительное спекание стехиометрических количеств чистых веществ:

{\displaystyle {\mathsf {4Rh+5Pu\ {\xrightarrow {950^{o}C}}\ Rh_{4}Pu_{5}}}}

## Физические свойства
Пентаплутонийтетрародий образует кристаллы
ромбической сингонии,
пространственная группа P nma,
параметры ячейки a = 0,7276 нм, b = 1,4332 нм, c = 0,7419 нм, Z = 4
структура типа тетрасилицида пентагадолиния Gd5Si4
.
Соединение образуется по перитектической реакции при температуре 1180°С .